# Julie Plec
Julie Plec é uma produtora executiva e roteirista americana, conhecida por seu trabalho nos filmes da franquia Pânico e da série de televisão Kyle XY. Ela co-criou a série de televisão The Vampire Diaries da The CW, ao lado de Kevin Williamson.

## Carreira
Plec começou escrevendo um roteiro para Wes Craven, intitulado de "Amaldiçoados", que foi lançado em 2005 e estrelado pelos atores Christina Ricci, Jesse Eisenberg, Joshua Jackson e Shannon Elizabeth. O filme sofreu muitos cortes de roteiro e dificuldades de agendamento durante a produção e não conseguiram realizar grande feito nas bilheterias.
Tempos depois, Plec desenvolve uma nova série de televisão para The CW, intitulado The Vampire Diaries (televisão), que foi adaptado a partir de uma sequência de livros de mesmo nome, criados e escritos por L.J. Smith. A série segue a vida de Elena Gilbert (interpretada por Nina Dobrev), que se apaixona por vampiro Stefan Salvatore (interpretado por Paul Wesley), e logo encontra-se preso em um triângulo amoroso entre Stefan e seu irmão mais velho, Damon Salvatore (interpretado por Ian Somerhalder), enquanto os irmãos se culpam pelo passado que tiveram com Katherine Pierce/Katrina Petrova (também interpretada por Nina Dobrev). A série também enfoca a vida dos amigos de Elena e outros habitantes da cidade fictícia de Mystic Falls na Virginia. O projeto intitulado The Vampire Diaries (televisão) estreou em 10 de setembro de 2009, nos Estados Unidos e logo tornou-se um sucesso nacional e internacional.
Em novembro de 2012, a Deadline.com anunciou que Julie Plec e Greg Berlanti tinham adquirido os direitos de The Tomorrow People e encomendaram um piloto escrito por Phil Klemmer. Isso ocorreu após uma opção de direitos semelhantes ter se expirado a uma tentativa frustrada a dois anos antes.
Em 11 de janeiro de 2013, foi anunciado que um piloto spin-off focada nos Vampiros Originais, estrelando Joseph Morgan como Klaus Mikaelson, intitulado The Originals (televisão), irá ao ar em algum momento de abril para uma série em potencial para a temporada 2013-2014. Esta segunda tentativa de cisão é efetuada por Julie Plec. Não há envolvimento de Kevin Williamson.
Em 13 de janeiro de 2013, a The CW confirmou que a atriz Claire Holt se juntaria no spin-off da série de The Vampire Diaries, intitulado The Originals. A série vai girar em torno dos membros da primeira família de vampiros originais do m undo, e Holt entraria no piloto dessa próxima série.  
Em 2018, foi anunciado um novo spin-off no universo de The Vampire Diaries (televisão). Focada agora na primeira tríbrida de bruxa-vampira-lobisomem Hope Mikaelson (interpretada por Danielle Rose Russell), a filha de Klaus, e na Salvatore School, uma escola para seres sobrenaturais localizada na cidade fictícia de Mystic Falls na Virginia. A série Legacies, se passa após os acontecimentos de The Originals, e estreiou em 25 de outubro de 2018 nos Estados Unidos. Além de Hope, os personagens de The Vampire Diaries, o diretor Alaric Saltzman (interpretado por Matthew Davis) e as irmãs gêmeas e bruxas-sinfonadoras Josie Saltzman (interpretada por Kaylee Bryant) e Lizzie Saltzman (interpretada por Jenny Boyd), estão no elenco principal.  

## Filmografia
| Filmes       | Filmes                                    | Filmes          | Filmes | Filmes                                                             |
| Ano          | Filme                                     | Distribuidora   | Créditos                                                                                                   | Notas                                                              |
| ------------ | ----------------------------------------- | --------------- | --- | ------------------------------------------------------------------ |
| 1997         | Scream 2                                  | Dimension Films | Co-Produtora                                                                                               | Dirigido por Wes Craven; Sequência de Scream                       |
| 1999         | Teaching Mrs. Tingle                      | Dimension Films | Produtora Associada                                                                                        | Título Original Killing Mrs. Tingle                                |
| 2000         | The Broken Hearts Club: A Romantic Comedy | Dimension Films | Co-Produtora                                                                                               |                                                                    |
| 2000         | Scream 3                                  | Dimension Films | Co-Produtora                                                                                               | Dirigido por Wes Craven; Terceira sequência de Scream              |
| 2005         | Cursed                                    | Dimension Films | Co-Produtora                                                                                               | Dirigido por Wes Craven                                            |
| Televisão    |                                           | Dimension Films | |                                                                    |
| Ano          | Título                                    | Canal           | Créditos                                                                                                   | Notas                                                              |
| 2006-2009    | Kyle XY                                   | ABC             | Roteirista; Produtora (2006–2007); Produtora de Supervisão (2007–2008); Co-Produtora Executiva (1998–1999) | Três temporadas: 43 episódios                                      |
| 1999         | Wasteland                                 | ABC             | Co-Produtora                                                                                               | Uma temporada: 13 episódios Não foi renovada para uma 2ª Temporada |
| 2009-2017    | The Vampire Diaries                       | The CW          | Co-Criadora; Roteirista e Produtora executiva                                                              | Baseada em The Vampire Diaries de L. J. Smith                      |
| 2013         | The Tomorrow People                       | The CW          | Produtora executiva                                                                                        | Uma Temporada: 22 episódios Não Foi renovada para uma 2º Temporada |
| 2013 - 2018  | The Originals                             | The CW          | Criador da série Roteirista e                                                                              | Baseada em The Vampire Diaries de L. J. Smith                      |
| 2016         | Containment                               | The CW          | Roteirista e Produtora Executiva                                                                           | Baseada na série de televisão belga Cordon.                        |
| 2018 - atual | Legacies                                  | The CW          | Criador da série, roteirista e produtora executiva                                                         | Spin-off de The Vampire Diaries e The Originals.                   |